# Anakreont z Teos
Anakreont z Teos, stgr. Ἀνακρέων Anakreon, łac. Anacreon (ur. ok. 570 p.n.e., zm. ok. 485 p.n.e.) – grecki poeta liryczny pochodzący z jońskiego miasta Teos. 

## Życiorys
Po opanowaniu miast małoazjatyckich przez Persów Cyrusa, jego rodzina opuściła Teos wraz z innymi obywatelami, którzy zasiedlili dawniejszą kolonię grecką w Abderze. Anakreont uczestniczył tam w walkach z napastniczymi plemionami Traków. Później udał się na Samos na zaproszenie tyrana Polikratesa, na którego dworze pozostawał przez wiele lat (533-522 p.n.e.). Po tragicznej śmierci tyrana przybył do Aten na dwór Pizystratydów, gdzie zyskał szczególne względy Hipparcha jako mecenasa sztuki i literatury. Zetknął się też tam z poetą Symonidesem z Keos. W następstwie wygnania Pizystratydów z Aten przeniósł się prawdopodobnie do Tesalii (zapewne na dwór Echekratesa).
Zmarł w Teos lub w Abderze, w wieku 85 lat, podobno wskutek zadławienia się winogronem. Mieszkańcy rodzinnego miasta wystawili mu kenotaf i posąg; inny, autorstwa Fidiasza, wystawiono w Atenach.

## Twórczość
Był autorem poezji jambicznej, pieśni lirycznych i elegii opiewających wino, śpiew i miłość. Jego wiersze zostały zebrane w Bibliotece Aleksandryjskiej w pięć ksiąg. Znaczna część jego twórczości zachowała się jedynie we fragmentach.
Anakreont najchętniej pisał wiersze ośmiozgłoskowe. Był poetą bardzo popularnym, w okresie hellenistycznym naśladowanym przez innych twórców tworzących tzw. anakreontyki – m.in. przez Kallimacha, Teokryta i aleksandryjskich epigramatyków.
Przekłady jego twórczości na polski publikowane były przez Jana Czubka, Jerzego Danielewicza, Jana Pietrzyckiego, Stefana Srebrnego, Wiktora Steffena, Alfreda Szczepańskiego. 